# Янув-Любельски (гмина)
Янув-Любельски (пол. Janów Lubelski) — гмина (волость) в Польше, входит как административная единица в Яновский повет, Люблинское воеводство. Население — 16 074 человека (на 2004 год).

## Сельские округа
1. Бяла-Первша
2. Бяла-Друга
3. Боровница
4. Лонжек-Ордынацки
5. Момоты-Дольне
6. Момоты-Гурне
7. Пикуле
8. Руда
9. Шклярня
10. Уйсце
11. Зофянка-Гурна

## Прочие поселения
1. Цегельня
2. Йонаки
3. Кишки
4. Копце
5. Лонжек-Гарнцарски
6. Шевце

## Соседние гмины
1. Гмина Билгорай
2. Гмина Дзволя
3. Гмина Годзишув
4. Гмина Харасюки
5. Гмина Яроцин
6. Гмина Модлибожице
7. Гмина Пышница